# 楊沂
楊沂（1536年—？年），字子興，四川順慶府南充縣民籍西充縣人，明朝政治人物。

## 生平
七月初二日生，行一，治《詩經》，嘉靖三十七年（1558年）四川鄉試第一名舉人。年三十三歲中式隆慶二年（1568年）戊辰科會試第一百三名，第三甲第九十四名進士。历任宝庆府通判、開封府同知，萬曆初官建寧府同知，万历十四年（1586年）任凤翔府知府，十六年六月以不称职被弹劾免官。

## 家族
曾祖楊縉；祖楊栱；父楊應祥，貢士；母李氏；繼母何氏。慈侍下。